# Amtweiher II
Der Amtweiher II ist ein durch Torfstich im Zweiten Weltkrieg entstandener Weiher auf der Kleinandelfinger Seenplatte in der Nähe des Husemersees, der zwischen Ossingen und Trüllikon im Kanton Zürich in der Schweiz liegt.
Der See liegt in einer flachen Mulde nordwestlich der Husemersees und wird vom Amtweiher I über einen knapp 40 m langen Kanal mit Wasser versorgt. Über das Seegraben oder Bruggbach genannte Gewässer erfolgt der Abfluss des Weihers in die Thur. Der Amtweiher II ist reich an Libellen und wird von Bibern bewohnt. Die Umgebung des Weihers ist mit Neophyten, hauptsächlich Goldruten, belastet, die regelmässig von Zivildienstleistenden entfernt werden. Der See droht ohne Pflege zu verlanden, weshalb das Seegras entfernt werden muss. Die Nutzung des Fischbestandes des Sees ist verpachtet.

Husemersee und die umliegenden Weiher. Der Amtweiher II befindet sich im Nordwesten der Karte